# Carbon County (Wyoming)
Carbon County je okres na jihu státu Wyoming v USA. K roku 2010 zde žilo 15 885 obyvatel. Správním městem okresu je Rawlins. Celková rozloha okresu činí 20 627 km². Na jihu sousedí se státem Colorado.

## Sousední okresy
| Růžice kompasu | Fremont County    | Natrona County,         | Converse County     | Růžice kompasu |
| Růžice kompasu | Sweetwater County | Sever                   | Albany County       | Růžice kompasu |
| Růžice kompasu | Sweetwater County | Carbon County (Wyoming) | Albany County       | Růžice kompasu |
| Růžice kompasu | Sweetwater County | Jih                     | Albany County       | Růžice kompasu |
| Růžice kompasu | Moffat County     | Routt County (CO)       | Jackson County (CO) | Růžice kompasu |